# Championnats de France de patinage artistique 1966
Navigation
Championnats de France 1965 Championnats de France 1967
Les championnats de France de patinage artistique 1966 ont eu lieu à la patinoire olympique de Boulogne-Billancourt pour 4 épreuves : simple messieurs, simple dames, couple artistique et danse sur glace.

## Faits marquants
- Alain Calmat a pris sa retraite sportive après son titre mondial de mars 1965 à Colorado Springs. C'est Patrick Péra qui lui succède au palmarès des championnats de France.

- Nicole Hassler conquiert son sixième et dernier titre national.

## Podiums
| Épreuves                            | Or                                 | Argent                   | Bronze             |
| Messieurs résultats détaillés       | Patrick Péra                       | Robert Dureville         | Philippe Pélissier |
| Dames résultats détaillés           | Nicole Hassler                     | Micheline Joubert        | Denise Neanne      |
| Couples résultats détaillés         | Noëlle Santerne / Yves Le Théry    | Anny Hirsch / Jean Vivès | -                  |
| Danse sur glace résultats détaillés | Brigitte Martin / Francis Gamichon | -                        | -                  |

## Détails des compétitions
(Détails des compétitions encore à compléter)

### Messieurs
| Rang | Nom                |
| ---- | ------------------ |
| 1    | Patrick Péra       |
| 2    | Robert Dureville   |
| 3    | Philippe Pélissier |
| ...  |                    |

### Dames
| Rang | Nom               |
| ---- | ----------------- |
| 1    | Nicole Hassler    |
| 2    | Micheline Joubert |
| 3    | Denise Neanne     |
| ...  |                   |

### Couples
| Rang | Nom                             |
| ---- | ------------------------------- |
| 1    | Noëlle Santerne / Yves Le Théry |
| 2    | Anny Hirsch / Jean Vivès        |

### Danse sur glace
| Rang | Nom                                |
| ---- | ---------------------------------- |
| 1    | Brigitte Martin / Francis Gamichon |

## Sources
- Le livre d'or du patinage d'Alain Billouin, édition Solar, 1999